# Lucius Caesennius Sospes
 (juin 2016).
Lucius Caesennius Sospes (fl. 114) est un homme politique de l'Empire romain.

## Biographie
Il est consul suffect en 114.
Il est un parent d'Aulus Junius Pastor Lucius Caesennius Sospes.